# شناساگر پی‌اچ

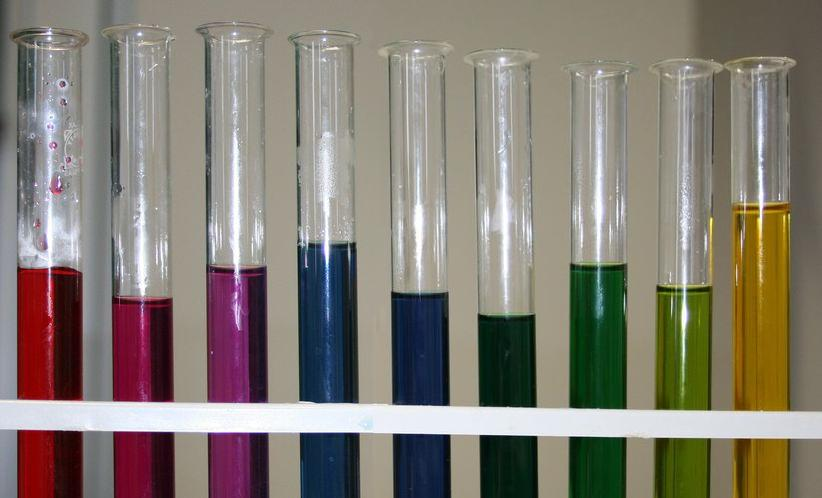
رنگ‌های مختلف میزان اسیدی یا قلیایی بودن محلول‌ها را به ما نشان می‌دهند.

شناساگر یا معرف پی‌اچ (به انگلیسی: PH indicator) ماده‌هایی هستند که با کمک آن‌ها می‌توان تشخیص داد که محلولی اسیدی یا بازی است. در حالت کلی، شناساگرها ماده‌ای رنگی هستند که معمولاً از مواد گیاهی بدست می‌آیند و می‌توانند به شکل اسیدی یا بازی موجودیت یابند. شناساگرها برای شناسایی اسیدها و بازها به ما کمک می‌کنند.

## مقدمه
برای تعیین نقطه پایان در حین تیتر کردن از ترکیبات شیمیایی مشخص استفاده می‌شود که در نزدیکی نقطه تعادل در اثر تغییر غلظت مواد تیترشونده شروع به تغییر رنگ می‌کنند. این ترکیبات، مواد رنگی شناساگر می‌باشند. به عبارتی دیگر، شناساگرها ماده‌ای رنگی هستند که رنگ آن‌ها در محیط اسیدی و قلیایی با هم تفاوت دارد.

## کاربرد شناساگرها
یکی از ساده‌ترین راه تخمین کمی PH، استفاده از یک شناساگر است. با افزودن مقدار کمی از یک شناساگر به یک محلول، تشخیص اسیدی یا بازی بودن آن ممکن می‌شود. در صورت مشخص بودن PH، تغییر شناساگر از یک شکل به شکل دیگر، با توجه به رنگ مشاهده شده، می‌توان تعیین کرد که PH محلول کم‌تر یا بیشتر از این مقدار است. شیمیدان‌ها از این گونه مواد برای شناسایی اسیدها و بازها کمک می‌گیرند.
شناساگرهای زیادی وجود دارد که معروفترین آن‌ها لیتموس (تورنسل) است که در محیط اسیدی، قرمز، در محیط بازی، آبی و در حدود خنثی بنفش رنگ است. تغییر رنگ آن در نزدیکی PH برابر ۷ رخ می‌دهد. در هر حال تغییر رنگ ناگهانی نیست. فنل فتالئین، معرف دیگری است که بیشتر برای بازها قابل استفاده است. این ماده جامدی سفید رنگ است که در آزمایشگاه محلول الکلی آن را بکار می‌برند. این محلول در محیط اسیدی بی‌رنگ و در محیط قلیایی رقیق ارغوانی است.
می‌توان از آب کلم سرخ نیز به‌عنوان یک شناساگر اسید و باز استفاده کرد. از آمیختن شناساگرهای مختلف با یکدیگر نوار کاغذی بدست می‌آید که با یک مقیاس رنگ مقایسه‌ای همراه است و برای اندازه‌گیری‌های تقریبی PH به‌طور گسترده کاربرد دارد.

## انواع شناساگرها
شناساگر داخلی:
اگر به محلول تیتر شونده، چند قطره از یک شناساگر افزوده شود و پس از پایان عمل تغییر رنگ در محلول ایجاد شود، چنین شناساگری را شناساگر داخلی یا درونی نامند.
شناساگر خارجی:
در برخی حالات قبل از آن که نقطه پایان به ظهور برسد، بین شناساگر و محلول تیتر شونده یک واکنش صورت می‌گیرد و در این حالت نقطه پایان بسیار سریع پدیدار می‌شود، مثل تیتر کردن فسفات با استات اورانیل در حضور شناساگر فروسیانور پتاسیم، فروسیانور پتاسیم با یون‌های اورانیل قبل از رسیدن به نقطه پایان واکنش می‌دهد.
برای بدست آوردن نتیجه صحیح و خوب باید به دفعات لازم چند قطره از محلول بالای رسوب (یا محلولی که پس از صاف کردن رسوب بدست می‌آید) را در فاصله زمان‌های مساوی، روی یک قطعه کاغذ صافی با شناساگر سیانور پتاسیم آزمایش کرد. چنین شناساگری، شناساگر خارجی نامیده می‌شود.
شناساگرها، ترکیبات آلی با ساختار پیچیده هستند که به صورت اسید یا باز ضعیف عمل می‌کنند. واکنش‌های تفکیک و تجمع شناساگرها با نوآرایی ساختمانی درونی همراه است که سبب تغییر در رنگ می‌شود.

## اطلاعات اولیه
انواع گوناگونی از ترکیبات، هم سنتزی و هم طبیعی وجود دارند که بر حسب PH محلولی که در آن حل می‌شوند، رنگ متفاوتی به خود می‌گیرند. بعضی از این مواد هزاران سال است که برای نشان دادن خصلت اسیدی یا بازی آب‌ها بکار گرفته شده‌اند. این ترکیبات همچنین برای شیمیدان عصر حاضر که از آن‌ها برای تخمین PH محلول‌ها و تشخیص نقطه پایانی در تیتراسیون‌های اسید – باز سود می‌برند، اهمیت زیادی دارند.

## رنگ شناساگر
محلولی که محتوی یک شناساگر باشد، با تغییرات PH، یک تغییر پیوسته در رنگ از خود ظاهر می‌سازد. لکن، چشم انسان به این تغییرات حساس نیست. نوعاً از یک گونه باید پنج تا ده برابر به‌طور اضافی موجود باشد تا رنگ آن گونه به چشم بیننده یک رنگ غالب به نظر آید. افزایش بیشتر در این نسبت هیچ تأثیر قابل روئیتی ندارد. فقط در ناحیه‌ای که نسبت از پنج تا ده برابر برای یک شکل به نسبت مشابهی برای یک شکل تغییر کند، بنظر می‌آید که رنگ محلول تغییر کرده‌است.
پس، تغییر رنگ صوری شامل یک تغییر عمده در وضعیت تعادل شناساگر است. بعضی از شناساگرها نیاز به تغییر نسبت کمتری دارند و بعضی دیگر، به تغییر بیشتر. بعلاوه، تفاوت قابل توجهی نیز در توان افراد مختلف جهت تشخیص رنگ وجود دارد. در حقیقت، شخص مبتلا به کور رنگی ممکن است قادر به تشخیص هیچ گونه تغییر رنگی نباشد.

### دامنه PH برای تغییر رنگ
دامنه‌ای از PH که یک شناساگر معین در آن دامنه تغییر رنگ می‌دهد به ثبات یونش شناساگر بستگی دارد. برای شناساگرهایی که اسیدی ضعیف هستند هر اندازه ثابت یونش کوچکتر باشد، دامنه PH تغییر رنگ آن بالاتر است.

## تنوع شناساگر ها
معمولاً می‌توان برای هر گسترده‌ای از PH، شناساگری مناسب یافت. تعدادی از شناساگرهای معمولی در جدول زیر آمده‌اند.
شناساگرهای فتالین
اکثر شناساگرهای فتالین (فتالئین) در محلول‌های اسیدی ملایم، بی‌رنگ‌اند، و در محیط قلیایی رنگ‌های گوناگونی از خود ظاهر می‌کنند. در محلول‌های قلیایی شدید، رنگ این شناساگر بتدریج محو می‌شود که در بعضی از کاربردها این امر پدیده نامناسبی است و به صورت یک گروه، فتالین‌ها در آب بسختی حل می‌شوند و حلال معمولی این گروه از شناساگرها، اتانول است. معروفترین شناساگر فتالین، فنل فتالین است.
شناساگرهای سولفون فتالین
بسیاری از سولفون فتالین‌ها، دو گستره تغییر رنگ مفید دارند. یکی در محلول‌های نسبتاً اسیدی و دیگری در محیط‌های خنثی یا بازی ملایم واقع می‌شود. برخلاف فتالین‌ها، رنگ بازی این گروه در محیط قلیایی پایدار است. بواسطه قدرت اسیدی قابل توجه سولفون فتالین (سولفون فتالئین)، معمولاً از نمک‌های سدیم آن‌ها جهت تهیه محلول شناساگرها استفاده می‌شود.
ساده‌ترین شناساگر از گروه سولفون فتالین، فنل سولفون فتالین است که به نام قرمز فنول معروف است.

### شناساگرهای آزاد
اکثر شناساگرهای آزاد با افزایش قدرت بازی، یک تغییر رنگ از قرمز زرد از خودشان می‌دهند. گستره انتقال آن‌ها عموماً در قسمت اسیدی است. نمونه‌هایی که بیشترین برخورد را با آن‌ها داریم عبارتند از نارنجی مبیل و قرمز متیل (متیل اورانژ).

#### متغیرهای مؤثر بر رفتار شناساگرها
فاصله‌ای از PH که در آن یک شناساگر معین تغییر رنگ می‌دهد با دما، قدرت یونی محیط، حضور حلال‌های آلی و حضور ذرات کلوئیدی تغییر می‌کند. بعضی از این عوامل، بخصوص دو مورد آخر، می‌توانند موجب جابجایی این فاصله به اندازه یک واحد PH یا بیشتر شوند.

## شناساگر متیلن بلو
متیلن بلو(CI 52015) یک ترکیب شیمیایی معطر هتروسیکلیک با فرمول مولکولیC16H18N3SCl است. متیلن بلو کاربردهای متعددی در یک رشته از حیطه‌های مختلف از قبیل زیست‌شناسی وشیمی دارد. در دمای اتاق پودر جامد بی‌بو و سبز تیره رنگی است که وقتی در آب حل شود محلول آبی رنگی را، به دست می‌دهد. شکل آبدار آن به ازای هرمولکول متیلن بلو ۳ مولکول آب دارد.